# Cantonul Vendôme-1
Cantonul Vendôme-1 este un canton din arondismentul Vendôme, departamentul Loir-et-Cher, regiunea Centru, Franța.

## Comune
- Azé
- Mazangé
- Naveil
- Thoré-la-Rochette
- Vendôme (parțial, reședință)
- Villiers-sur-Loir